# El gran inquisidor
El gran inquisidor (en ruso: Великий инквизитор), con la adición Una fantasía, es el quinto capítulo del quinto libro de la novela Los hermanos Karamazov de Fiódor Dostoyevski, también publicado por separado con el mismo título. El gran inquisidor es una parte importante de la novela y uno de los pasajes más conocidos de la literatura moderna debido a sus ideas sobre la naturaleza humana y la libertad, y su ambigüedad fundamental.
Iván Karamazov le cuenta a su hermano Aliosha una historia fantástica. Jesús se aparece en la Sevilla del siglo XVI, donde se desarrolla la Inquisición. El pueblo lo reconoce y también el anciano cardenal, el  gran inquisidor, quien lo encierra en un calabozo y trata de explicarle en un largo monólogo por qué Jesús ya no tiene derecho a perturbar el trabajo de la Iglesia apareciendo de nuevo. El escritor ruso Vasily Rozanov hizo famosa la historia con el artículo La leyenda del gran inquisidor, publicado en Russky Westnik en 1894.

## Argumento
Los hermanos Iván y Aliosha Karamazov se encuentran en una posada. El joven Aliosha es un monje devoto, mientras que Iván es un intelectual ateo. Después de un "prefacio histórico-literario" con ejemplos de historias en las que "los poderes celestiales bajan a la tierra", Iván comienza con la historia que inventó sobre el gran inquisidor.
Es la época de la Inquisición, Sevilla en el siglo XVI. Cien herejes acaban de morir en un auto de fe para mayor gloria de Dios (ad maiorem Dei gloriam), cuando aparece Jesucristo. Aunque no habla una palabra, es reconocido por todos los que lo ven. Cuando un anciano ciego pregunta: “¡Señor, sáname para que pueda verte!”, Jesús le permite ver. Cuando un niño muerto es llevado a la catedral en un ataúd y la madre afligida se lo pide, Jesús realiza un segundo milagro y le devuelve la vida al niño. Esto lo advierte el cardenal gran inquisidor, que tiene casi 90 años y está vestido con una tosca túnica de monje, mirando a Jesús de lejos. Ordena a sus guardias que lo capturen. El pueblo es tan sumiso y obediente que permite que ocurra el arresto, y Jesús es llevado a un calabozo en el edificio del Santo Oficio. Durante la noche, el gran inquisidor entra en el calabozo y en un largo monólogo acusa a Jesús de que no tener derecho a volver a la tierra y "perturbar el orden" que la Iglesia Católica Romana ha establecido durante mil años. Por ello lo condenará a la mañana siguiente, como al "peor de todos los herejes", a morir en la hoguera.
En este punto, Aliosha Iván pregunta si el testimonio del anciano gran inquisidor en esta historia es la imaginación salvaje de Iván o si es un quid pro quo escandaloso. Iván entre risas explica que no importa. El anciano “dice en voz alta lo que ha mantenido en secreto durante noventa años”, sea por la razón que fuere. Aunque Jesús permanece en silencio, el gran inquisidor afirma que, sea quien sea, no tiene derecho a “añadir nada a lo que ha dicho antes”. La iglesia ha asumido esta tarea durante quince siglos, convenciendo a las personas de la libertad a través de Cristo, haciendo que las personas pongan su libertad a los pies de la iglesia.
Aliosha interrumpe de nuevo, esta vez con la pregunta de si el gran inquisidor está bromeando, hablando irónicamente. Este no es el caso, explica Iván. El anciano está convencido de que la naturaleza rebelde de las personas será vencida por la Inquisición y que serán libres para seguir el único camino correcto, el de la iglesia.
El gran inquisidor se remite a las tentaciones de Jesús: Acusándolo de rechazar el pan, el milagro y el poder que Satanás le había ofrecido, otorgándole así a la humanidad una libertad con la que no podía hacer nada, viviendo en la miseria desde entonces. No hay nada más doloroso para las personas que la libertad de conciencia para poder decidir lo que está bien y lo que está mal, y esta fue la obra de Jesús. Dedicándose a las tres preguntas, podría haber liberado automáticamente a las personas de esta angustia. Tampoco bajó de la cruz delante de todos para poder convencerlos directamente a través de este milagro. Pero eso es exactamente lo que ha hecho la Iglesia. Ella le dio a las personas débiles un secreto al que podían someterse ciegamente. Ella mejoró la doctrina y la basó en una autoridad estricta, y, por lo tanto, aligeró la carga humana. El anciano gran inquisidor le confiesa a Jesucristo: “No estamos aliados contigo, sino con él, ¡ese es nuestro secreto! Hace ocho siglos, la iglesia recibió a Roma y la espada del emperador del "espíritu poderoso" para establecer la dominación mundial y salvar a las personas de sí mismas, cosa que Jesús rechazó con la tercera pregunta. El pan que se distribuye no fue hecho de piedras por un milagro, sino que se les quitó a aquellos a quienes se les volvió a distribuir, ¡y estarían felices por eso! A través de sus acciones, la iglesia hace felices a todos, sólo ella misma es infeliz y ha asumido el pecado porque tiene que guardar este secreto. Pero ni siquiera Jesús pudo condenarlos por eso. Finalmente, reafirma que Jesús será quemado: “mañana mismo verás cómo ese obediente rebaño, a un gesto mío, se precipita a avivar las brasas ardientes de tu hoguera, donde te quemaré por haber venido a estorbarnos." 
Aliosha interrumpe nuevamente, llamando a lo que ha escuchado "tonterías" y solo los peores elementos del catolicismo. Iván responde con la pregunta de quién en el movimiento católico de los últimos siglos no ha cedido al deseo de poder y “bienes sucios”. Al final de su vida, el gran inquisidor fue honesto al reconocer que las miserables criaturas "creadas sólo para el desprecio de Dios" sólo se consideran felices por las instrucciones del "espíritu terrible" y por la mentira y el engaño. Fue su desgracia darse cuenta en la vejez de que todo esto era en el nombre de Jesús pero contrario a sus acciones.
El gran inquisidor espera una respuesta de Jesús. Pero él permanece en silencio y besa al anciano en los labios exangües, ante lo cual el gran inquisidor abre la puerta de la mazmorra y libera al prisionero con las palabras "... no vuelvas nunca... ¡nunca, nunca!".
Iván ha terminado de contar la historia y Aliosha se entristece por su punto de vista. Iván lo calma con las palabras "todo es una tontería" y "poesía loca de un estudiante loco". Iván profesa el poder de la mezquindad de los Karamazov, la amoralidad y la concepción radical de la libertad: "todo está permitido". Cuando le pregunta a su hermano si va a romper con él por esto, este último le da en silencio un beso en la boca en respuesta, lo que Iván llama "plagio". Antes de que los hermanos abandonen la posada y se separen -Iván a la izquierda hacia el mundo, quizás a América, Aliosha a la derecha hacia el monasterio- Iván le promete a su hermano que cuando al "acercarme a los treinta años, decida «arrojar la copa al suelo», estés donde estés, volveré para hablar contigo." 

## Trasfondo
Para Dostoievski, el personaje del gran inquisidor representa una expresión prototípica de una ideología que niega el verdadero significado espiritual e histórico de Cristo y afirma lo contrario. La filosofía anticristiana del gran inquisidor se acentúa irónicamente por su aparición dentro de un contexto institucionalmente cristiano, pero Dostoievski identifica esta misma negación en la raíz de las doctrinas socialistas, nihilistas y materialistas de sus contemporáneos. En una carta a su editor, escribe que Iván, a través del gran inquisidor, abiertamente "se declara a favor de lo que propugna el diablo". El gran inquisidor expone la misma doctrina que el socialismo ruso, excepto que los socialistas nunca lo admitirían abiertamente. Iván, sin embargo, es "una persona sincera que sale y admite que está de acuerdo con la visión del inquisidor sobre la humanidad y que la fe de Cristo elevó al hombre a un nivel mucho más alto de lo que realmente es". Para los socialistas, según Dostoievski, la ley de Cristo es "gravosa y abstracta, demasiado pesada para que la soporten los débiles, y en lugar de la ley de la libertad y la Ilustración, les ofrecen la ley de las cadenas y la esclavitud a través del pan". Las notas de Dostoievski contienen pasajes que son más extremos que los que eventualmente se usaron. Según Edward Wasiolek, se afirma enfáticamente en estas notas que "es Cristo quien es culpable y cruel, y es el gran inquisidor quien es amable e inocente. Es Cristo quien exige que los hombres sufran por Él, mientras que el gran inquisidor sufre por los hombres.” 
Según Joseph Frank, el prototipo del personaje del Inquisidor se encuentra en Don Carlos de Friedrich Schiller: "La obra comparte la misma justificación de la existencia del mal en el mundo, la misma respuesta al problema de la teodicea, que está en el fondo de la leyenda de Dostoievski".

## Importancia dentro de la novela.
La intención de Dostoievski con la obra era desenmascarar la idea fundamental que subyace a todo el movimiento en Rusia hacia el ateísmo, el nihilismo, el racionalismo y el materialismo, alejándose de la verdadera fe cristiana que era el corazón espiritual de la nación. Dentro de la novela como un todo, esta idea se expresa con mayor rigor y elocuencia a través del personaje de Iván Fyodorovich: el "poema" es una composición de Iván, y las ideas, dogmas, afirmaciones, sugerencias y equívocos expresados en el monólogo del inquisidor son los mismos que en el intelecto atormentado de Iván y su lucha personal por la fe y la identidad. Aunque la forma exterior del poema es la de un monólogo, un análisis detallado revela su naturaleza esencialmente dialógica, como una representación artística de la idea de Iván en sus encuentros con otras voces, tanto en el mundo como dentro de sí mismo. Según Mikhail Bakhtin, el análisis detallado de la parábola revela una profunda participación de todos los elementos de la cosmovisión de Iván en su diálogo interno y en sus interrelaciones polémicas con los demás. A pesar de toda su proporcionalidad externa, la narración está llena de interrupciones; tanto la forma misma de su construcción como el diálogo del gran inquisidor con Cristo y al mismo tiempo consigo mismo, y, finalmente, la misma inesperabilidad y dualidad de su final, indican una desintegración dialógica interna en su mismo núcleo ideológico.

## Interpretación
Swetlana Geier, que tradujo las obras de Dostoievski al alemán, enuncia tres aspectos que configuran el sentido de esta historia (que sólo pueden entenderse en el contexto general de la novela): Por un lado, Dostoievski critica al cristianismo occidental y en concreto al católico romano. La Iglesia, que se diferencia del cristianismo ortodoxo, sólo encarna el poder desnudo. Por otro lado, expresa con la historia la cosmovisión de su narrador Iván, que se caracteriza por la compasión, pero permanece desvinculada y superficial en su apego a lo mundano. Finalmente, Dostoievski analiza la libertad como revelación del principio divino en el hombre. Esto sólo queda claro cuando se compara la historia del gran inquisidor con las “Conversaciones e Instrucciones de Starez Zosima” reproducidas en el sexto libro, en las que pasa de la visión extática de la unidad de todo ser a la afirmación central del argumento de la novela: “Todos tienen la culpa de todo”. La libertad desinteresada sólo puede realizarse a través del amor activo.
El significado de la leyenda, que es crítica con la iglesia, parece claro en un principio: Cristo se muestra a los creyentes, pero "su" iglesia se siente perturbada por él porque se dice que sus dones son demasiado para la gente. Pero también se puede leer Los demonios (segunda parte, primer capítulo, sexta parte) como un comentario político sobre la leyenda del gran inquisidor. Muchos intérpretes ven al gran inquisidor en sus delirios de dominación como símbolo de una época anticristiana y totalitaria que se avecina, de la que se puede entender a Iván Karamazov como protagonista. Cuando Dostoyevsky leyó la öeyenda del gran inquisidor a los estudiantes de la Universidad de San Petersburgo en diciembre de 1879, escribió una introducción que decía:

Cuando la fe en Cristo es adulterada y confundida con los propósitos de este mundo, entonces también se pierde el sentido del cristianismo. La mente sucumbe a la incredulidad, y en lugar del gran ideal de Cristo sólo se erigirá una nueva Torre de Babel. Mientras que el cristianismo tiene una alta visión del ser humano individual, la humanidad solo se ve como una gran masa. Bajo el manto del amor social nada prosperará salvo la misantropía descarada.

## Recepción
La parábola de El gran inquisidor ha tenido una historia de influencia especial hasta el día de hoy.
Pensadores como Leo Shestov, Nikolai Berdjajew, Friedrich Nietzsche, Max Weber, Georg Lukács, Albert Einstein, Martin Heidegger y Albert Camus interpretaron su contenido o intentaron utilizarlo para probar sus propias tesis, a veces contradictorias. En teología en particular, Romano Guardini, Karl Barth y René Girard lo utilizaron para ilustrar la relación entre Dios y las personas y el papel de la iglesia.
El texto de Dostoyevsky también se menciona en discursos contemporáneos como el de Peter Sloterdijk y Ellis Sandoz.

## Adaptaciones y menciones

### Música
- El oratorio Der Großinquisitor de Boris Blacher para barítono, coro y orquesta, estrenado en 1947 en el arreglo textual de Leo Borchard, está basado en el texto de Dostoievski.[18]
- En su última composición de 1970, Bernd Alois Zimmermann usó Ich wandte mich und sah an alles Unrecht, das geschah unter der Sonne. Ekklesiastische Aktion für zwei Sprecher (Giré y miré todo lo que andaba mal bajo el sol. Acción eclesiástica para dos oradores, bajo solo y orquesta) junto a textos de la Biblia y extractos de El gran inquisidor de Dostoievski.[19][20]
- La banda The Ocean trata la historia de El gran inquisidor en tres canciones de su álbum Anthropocentric (2010).[21]

### Teatro, cine, televisión
- La historia fue filmada como Inquisition en 2002 para Channel 5 en el Reino Unido. Sir Derek Jacobi desempeñó el papel de cardenal gran inquisidor.[22]

- El gran inquisidor es la base de la obra de teatro Only We Who Guard the Mystery Shall Be Unhappy de Tony Kushner.[23]

- En el episodio de Expediente X , Talitha Cumi, el "fumador", realiza un interrogatorio al estilo del gran inquisidor de un hombre con habilidades inusuales.[24] Además de "Talitha Cumi", las palabras que Jesús también dice en Dostoievski cuando resucita a la niña muerta, hay otras pistas en el episodio que apuntan a El gran inquisidor.

- En la película Antes de la medianoche de Richard Linklater, la protagonista menciona el El gran inquisidor ("The Grand Commander") en el transcurso de una disputa.
- Alicia Sánchez llevó la obra a escena en 2011.[25]

### Literatura y filosofía
Varios autores se refieren al cuento El gran inquisidor en sus libros:
- Louis Althusser cita El gran inquisidor como la obra ideológica antisocialista/antitotalitarista "anticipada" original, en el capítulo "Sobre la ideología" en "Sobre la reproducción del capitalismo".[26]
- Aldous Huxley en el último capítulo de su libro Brave New World Revisited (1959)[27]
- Noam Chomsky, que rara vez cita ficción, en el primer capítulo de su libro Necessary Illusions: Thought Control in Democratic Societies (1989)[28]
- David Bentley Hart en la Sección V, Capítulo 1 de su libro The Doors of the Sea: Where was God in the Tsunami? [29]
- David Foster Wallace en su libro Infinite Jest (1996)[30]
- Sigmund Freud consideró a El gran inquisidor como "una de las más grandes obras de la literatura mundial". Cita la historia en su texto de 1928 Dostojewski und die Vatertötung (Dostoyevski y el parricidio).[31]
- Irvin D. Yalom en el capítulo 27 de su libro The Gift of Therapy (2002)[32]
- Christian Filostrat en su libro Jerome's Pillows (2015).
- George Orwell en 1984 desarrolla un diálogo entre Winston y O'Brien que tiene semejanzas con la obra de Dostoyevski. O'Brien, un cínico, defiende muy racionalmente su punto de vista mientras tortura a Winston, quien lo admiraba intelectualmente. También se puede presumir un vínculo el gran inquisidor y el Gran Hermano.[33]
- Orhan Pamuk en el capítulo 14 de su novela El libro negro. Pamuk sitúa la narración en un contexto islámico en forma de una conversación similar entre el Mahdi y el Bajá.
- Peter Sloterdijk menciona a El gran inquisidor como uno de los cinco cínicos del "Cabaret de los cínicos" en su Crítica de la razón cínica, publicada en 1983.